# Michele Gambino
Michele Gambino, detto Miki (Siracusa, 30 ottobre 1958), è un giornalista e scrittore italiano.

## Biografia
Iniziò a lavorare presso il Giornale del Sud di Catania, nel periodo in cui era diretto da Giuseppe Fava (dal 1980). Condivise con il suo direttore l'esperienza innovativa del quotidiano antimafia,  proseguendola ne I Siciliani nel 1982. Alla morte di Fava, ucciso dalla mafia il 5 gennaio del 1984, venne inizialmente sospettato dell'omicidio, ma le accuse contro di lui si dimostrarono presto frutto di oscure manovre e assolutamente infondate. Il processo per il delitto si concluse con la condanna all'ergastolo per il boss catanese Nitto Santapaola e per alcuni dei suoi uomini. 
Gambino ha continuato per anni a lavorare con I Siciliani, poi è passato al settimanale Avvenimenti di cui è stato l'inviato di punta e il condirettore. Nel 1996 ha vinto il premio di giornalismo "Ilaria Alpi" per i suoi reportage dall'Afghanistan occupato dai Taliban. Ha anche vinto il premio "Pagina" con un racconto ambientato nella Sarajevo sotto assedio dei serbi.
Il suo lavoro giornalistico è incentrato soprattutto sul racconto in presa diretta dell'attualità, sul giornalismo d'inchiesta e sui reportage di guerra. I temi trattati da Gambino vanno dalla mafia alla massoneria, dalla strategia della tensione al terrorismo, dalla corruzione della politica italiana ai conflitti mondiali. Molte sue inchieste giornalistiche - come quella sui delitti della Uno bianca - hanno anticipato di molti anni le verità giudiziarie.
Fin dagli anni '90 Gambino collabora con la Rai in qualità di inviato, opinionista, autore e consulente. Tra i programmi con cui ha collaborato ci sono Telefono Giallo, Chi l'ha visto, Mixer, Gli Speciali del 2, è altri. È stato per molti anni autore e poi capo autore de La Vita in Diretta. Nel 2021 ha scritto e realizzato la docuserie in cinque puntate Sogno azzurro, dedicata al racconto della vittoriosa cavalcata della nazionale di calcio agli Europei. 
Gambino ha firmato una quindicina di libri tra saggi e opere di fantasia, ed è anche sceneggiatore. Dal suo romanzo, "Prima che la Notte", scritto insieme a Claudio Fava per Baldini & Castoldi, è tratto l'omonimo film per la tv con la regia di Daniele Vicari e la partecipazione di Fabrizio Gifuni nel ruolo di Giuseppe Fava. Gambino e Fava firmano la sceneggiatura del film insieme a Monica Zapelli e Daniele VIcari. Nel 2018 Gambino ha pubblicato con Fandango il Romanzo "Enjoy Sarajevo", che racconta un episodio della guerra in Bosnia realmente accaduto, da cui prossimamente verrà tratta un'opera cinematografica. Nel 2020 sempre per Fandango ha scritto, insieme a Claudio Fava, il romanzo distopico "L'isola", che immagina l'invasione di Lampedusa da parte di un gruppo terroristico islamico.   

## Opere (parziale)
- Carriera di un presidente. Edizioni Associate, 1991. ISBN 8826701210
- "Dieci giorni a luglio, il romanzo di un colpo di Stato", con Claudio Fracassi, Libera informazione editrice, 1991
- "L'affare Moro", con Sergio Flamigni, Libera Informazione editrice, 1993
- Berlusconi, una biografia non autorizzata. Con Claudio Fracassi. Libera informazione editrice, 1994
- Berlusconi, enquête sur l'homme de tous les pouvoirs. 1994. Con Vito Bruno. Editions Sauret
- Traffico d'armi. Il crocevia jugoslavo (con Luigi Grimaldi). Editori Riuniti, 1995. ISBN 8835940109
- Orgogli e pregiudizi. Manni, 2001. ISBN 8881762579
- Il cavaliere B.. Manni, 2001. ISBN 8881762048
- Euro, la rapina del secolo (con Elio Lannutti). Editori Riuniti, 2003. ISBN 8835953723
- I furbetti del quartierino (con Elio Lannutti). Editori Riuniti, 2005. ISBN 8835957303
- Andreotti Il Papa nero. Antibiografia del divo Giulio. Manni, 2013. ISBN 9788862664653
- "Prima che la notte" con Claudio Fava. Baldini&Castoldi, 2014
- "Enjoy Sarajevo". Fandango editore, 2018
- "L'isola", con Claudio Fava, Fandango editore, 2020
- "Un pezzo alla volta", Manni editore, 2025.